# Aleksiej Popad´ko
Aleksiej Jakowlewicz Popad´ko (ros. Алексей Яковлевич Попадько, ur. 14 maja 1914 w Czerkasach, zm. 15 grudnia 1986) – radziecki polityk, I sekretarz Północnokazachstańskiego Komitetu Obwodowego KPK (1954-1956).
Od 1932 sekretarz komitetu Komsomołu, kierownik fermy w sowchozie, w latach 1933-1936 studiował we Wszechzwiązkowym Komunistycznym Uniwersytecie Rolniczym im. Swierdłowa, w 1937 zastępca dyrektora, później dyrektor stanicy maszynowo-traktorowej, kierownik Wydziału Rolnego KC KPK. W latach 1954–1956 I sekretarz Północnokazachstańskiego Komitetu Obwodowego KPK, w latach 1956-1958 słuchacz kursów przy KC KPZR, w latach 1958-1961 II sekretarz Aktobskiego Komitetu Obwodowego KPK, w latach 1961-1962 dyrektor kombinatu mięsnego w Aktiubińsku, później przewodniczący obwodowego stowarzyszenia rolniczo-technicznego.

## Odznaczenia
- Order Lenina
- Order Czerwonego Sztandaru Pracy (trzykrotnie)
- Order Wojny Ojczyźnianej I klasy
- Order „Znak Honoru” (dwukrotnie)